# New Middletown (Ohio)
Pour les articles homonymes, voir New Middletown.
New Middletown est un village américain situé dans le comté de Mahoning, dans l'Ohio. Selon le recensement de 2010, sa population est de 1 621 habitants.